# Лауреаты Государственной премии Российской Федерации за 2006 год

## Лауреаты в области литературы и искусства
За выдающийся вклад в сохранение и развитие отечественного и мирового киноискусства, воссоздание и пропаганду лучших образцов отечественного и мирового кинематографа
- Бородачёв, Николай Михайлович, генеральный директор Государственного фонда кинофильмов Российской Федерации
- Васина, Ирина Валерьевна, главный специалист Государственного фонда кинофильмов Российской Федерации
- Дмитриев, Владимир Юрьевич, первый заместитель генерального директора Государственного фонда кинофильмов Российской Федерации

За вклад в отечественное и мировое музыкальное искусство, выразившийся в выдающемся исполнительском мастерстве и создании эпических образов
- Бородина, Ольга Владимировна, певица.

За талантливое воплощение сценических образов, развитие великих традиций русского балета
- Захарова, Светлана Юрьевна, балерина.

## Лауреаты в области науки и технологий
За фундаментальные и прикладные исследования по созданию акустоэлектроники и акустооптики
- Гуляев, Юрий Васильевич, академик Российской академии наук, директор Института радиотехники и электроники Российской академии наук.
- Пустовойт, Владислав Иванович, академик Российской академии наук, директор Научно-технологического центра уникального приборостроения Российской академии наук

За разработку, создание и развитие трёх поколений атомных подводных ракетоносцев
- Ковалёв, Сергей Никитич, академик Российской академии наук, генеральный конструктор и научный руководитель проектирования ракетных подводных крейсеров стратегического назначения и создания морских ледостойких нефтегазодобывающих и разведывательных платформ Центрального конструкторского бюро морской техники «Рубин».
- Спасский, Игорь Дмитриевич, академик Российской академии наук, первый заместитель генерального директора — генеральный конструктор Центрального конструкторского бюро морской техники «Рубин».
- Пашаев, Давид Гусейнович, президент Государственного Российского центра атомного судостроения.

За разработку научных основ и прикладных проблем высокотехнологичной микронейрохирургии и внедрение в клиническую практику современных методов лечения заболеваний мозга
- Коновалов, Александр Николаевич, академик Российской академии наук и Российской академии медицинских наук, директор Научно-исследовательского института нейрохирургии имени академика Н. Н. Бурденко Российской академии медицинских наук.

## Лауреаты в области гуманитарной деятельности
- Солженицын, Александр Исаевич